# Hijo de la luna
«Hijo de la luna» es una canción del grupo español de música tecno-pop Mecano, compuesta y producida por José María Cano. Fue publicada en 1986 y estrenada oficialmente el 15 de julio de 1987 en España, en Hispanoamérica y los Estados Unidos se estrenó entre septiembre y octubre de ese mismo año. Fue el quinto y último sencillo del álbum Entre el cielo y el suelo (1986).

## La maqueta preliminar
La canción fue compuesta en el año 1986 por José María Cano para Mecano, mientras vivía en la casa de Ríos Rosas, 54 en Madrid. Fue incluida en el álbum Entre el cielo y el suelo y fue un éxito no sólo en España, sino también en varios países de América Latina, de Europa, y en Filipinas.
Este tema fue traducido a varios idiomas por Mecano. La versión italiana fue parte del álbum Figlio della Luna, publicado en 1989. La versión francesa, fue incluida en el disco Aidalai de 1991 y tuvo mucho éxito en Francia y en otros países francoparlantes.

## Portada del sencillo
El diseño de la portada de este sencillo sigue estando enmarcado dentro de la estética minimalista, ya que se trata de una fotografía bicromática en un tono gris claro y negro. La portada presenta a los tres integrantes ocupando la parte central e inferior de la misma, Nacho Cano del lado izquierdo, mirando al suelo, muy cerca de él, Ana Torroja de brazos cruzados y con la vista al frente, ocupando casi la parte central de la portada... un poco más separado de estos dos se encuentra José María ocupando el lado derecho e igual que Nacho, con la vista hacia abajo. El título de la canción aparece en la parte superior-izquierda y la palabra «Mecano» (todo en minúsculas) ocupando justamente ese el espacio vacío que separa a Ana Torroja de José. El diseño gráfico corre a cargo de Stvdio Gatti y la sesión fotográfica fue realizada por Alejandro Cabrera.

## La canción
Según la canción, trata la historia trágica de una mujer gitana, quien se enamoró de un gitano perteneciente a la etnia calé. Ambos no podían casarse, debido a que las leyes de cada pueblo gitano solo permitía el matrimonio de la misma tribu. La gitana entre su tristeza, reza e invoca a la Luna, pidiendo que el calé llegue a ser su esposo. La Luna en su fase de luna llena, le habla y le propone un trato, podrá casarse con él por el amor que ella sentía, a cambio de entregarle a su primer hijo como una ofrenda o sacrificio. Aunque la Luna durante el trato con la gitana, la pone a prueba, pues razona que si es capaz de renunciar a su propio hijo en realidad sería incapaz de amarlo. 
Los dos gitanos se casan y fruto de ese matrimonio nace el niño, sus padres se quedan sorprendidos porque el niño no nació con los mismos rasgos raciales de sus progenitores sino que albino. Según la letra de la canción, el niño nació «blanco como el lomo de un armiño y con los ojos grises en vez de aceituna, niño albino de luna», a pesar de que sus padres eran de tez morena y de ojos oscuros. El gitano, padre del niño no acepta que es su hijo, niega la paternidad y encara a su esposa acusándola de haberle sido infiel con un payo (no gitano) tras lo cual la apuñala y deja morir; posteriormente toma al niño entre sus brazos y lo lleva al monte donde lo abandona para que también muera. Sin embargo, en ese momento la Luna se lleva al niño, y la canción termina diciendo: «Y las noches que haya Luna llena será porque el niño está de buenas, y si el niño llora menguará la Luna, para hacerle una cuna».

## Lista de canciones

### Sencillo de vinilo (7")

#### Lado A
- «Hijo de la luna» (4:25) (J. M. Cano).

Tebjt

#### Lado B
- «Te busqué» (2:56) (I. Cano).

## Género musical
El estilo de la canción es de género balada-pop y vals, fusionado con elementos folclóricos gitanos, españoles.

## Versiones de otros artistas
- Nydia Caro, del álbum Hija de la luna (1988)
- Eleni Dimou, interpretada en versión griega «Peftei to fegari», del álbum Mia zoi then ftanei (1991)
- Tuula Amberla, del álbum Kuun poika (1992)
- Montserrat Caballé, del álbum Eternal Caballé (1993)
- Juan Bau, del álbum Nuestras Canciones (1999)
- Editus, del álbum Siempre vol.1 (1995)
- María Dolores Pradera, del álbum As de corazones (1999)
- Loona, del álbum Lunita (1999)
- Sarah Brightman, del álbum La luna (2000)
- Ivana Jordan, interpretada en versión serbia «Znam to i osecam» (2001)
- Belle Pérez (feat. Voice Male), del álbum Everything (2001)
- Valensia Clarkson, del álbum Luna luna (2001)
- Mario Frangoulis, del álbum Sometimes I dream (2002)
- Andreas Winkler, del álbum Canzone d'Amore (2003)
- María Inés Guerra, del álbum María Inés (2003)
- Mors Principium Est, del álbum Inhumunity (2003)
- Małgorzata Walewska, interpretada en versión polaco «Bogini ksiezyca» (2004).
- Bandari, del álbum Moonlight Bay (2004)
- Arthur Hanlon, del álbum Mecanomanía (2006)
- Stravaganzza, del álbum Hijo del miedo (2006)
- Lyriel, del álbum Autumntales (2006)
- Lara Fabian, en el tour Un regard 9 Live (2006)
- PSY4 de la Rime, del álbum Enfant de la lune (2006)
- Anne Buckley, del álbum Celtic Goddess (2006)
- Ana Torroja, del álbum Me cuesta tanto olvidarte (2006)
- Asgard, del álbum Dreht euch Sterne (2006), versión en alemán
- Dannilu, del álbum A question of honour (2007)
- Haggard, del álbum Tales of Ithiria (2008)
- Jesús Toapanta, del álbum The Magical Panflute vol.1 (2008)
- Paloma San Basilio, en el tour Encantados (2008)
- Katra, interpretada en versión finlandés «Kuunpoika», del álbum Beast Within (2008)
- Raphael, del álbum 50 años después (2008)
- Suzanna Lubrano, del álbum Festa Mascarado (2009)
- Barbara P. Hennerfeind & Erik Weisenberger, del álbum Agua y vino - A mi manera (2009)
- Highland, del álbum Dimmi Perché (2008)
- Noel Schajris, del álbum Uno no es Uno (Edición especial) (2010)
- Nacho Cano, del álbum Mecandance (2010)
- Theatres des Vampires En su versión en italiano, «Figlio della luna», en su álbum Moonlight Waltz (2011)
- Vicky Leandros, del álbum Zeitlos (2010)
- Mariachi del Valle, del álbum la Nueva generación (2011)
- Vanessa Mae en versión violín.
- Sumi Jo, del álbum la Libera (2011), también grabada en su versión coreanoinglesa
- Mariachi Rock-O, del álbum Sonidos De Jalisco, Vol. 2 (2011)
- Arielle Dombasle, del álbum Diva latina (2012)
- DJ Sammy feat. Nyah, en versión electrónica del álbum Myclubroom vol.1 (2012)
- David Bisbal y Rafa Blas Carpena, Gala Final del programa de Telecinco "La Voz" (2012) Consagra a Rafa Blas Carpena ganador de La Voz España, por votación popular.
- Primer sencillo de Rafa Blas en su disco como ganador de La Voz 2012.
- María Dolores Pradera, a dúo con Ana Torroja en su álbum Gracias a vosotros Vol. 2 (2013).
- Anabantha, grupo mexicano de rock gótico
- Strongest, banda de Heavy Metal Chileno, interpretaba este cover entre el 2014 y el 2015.
- Jarkko Ahola, del álbum Romanssi (2016)
- Bely Basarte (2016)
- Envinya, como video de letra y cara B del álbum THE HARVESTER (2016)
- Yaniv d'Or, en el álbum Latino Ladino (2016)
- Danna Paola (2019)
- Gerónimo Rauch y Carlos Rivera (2019)
- Forestella, en su álbum Mystique (2019)
- Broken Minds en su álbum Break Your Mind, con la participación de Ernesto Alonso (2019)
- Nuria Fergó año 2021, del álbum Con permiso.
- Karsu Dönmez, del álbum Beste Zangers 2021

Existe un sinfín de grupos amateur y principiantes, que interpretan en directo esta canción.

## Videoclip
Desde el primer momento, el día de su lanzamiento entre 1986 y 1987, el videoclip de esta canción no se elaboró para el álbum de Entre el cielo y el suelo en la versión en español. El videoclip fue realizado solamente para la versión en italiano y para la versión en francés respectivamente, cada una publicada en su momento propio. La versión italiana fue el sencillo Figlio della Luna, incluida en el álbum del mismo nombre publicado en 1989. Algunos años más tarde, en 1991 se publicaría la versión en francés y español, ambas versiones publicadas en el álbum Aidalai, en sus ediciones para Francia y para el mercado español. No se sabe el por qué no se publicó este videoclip justo en el momento en que sale por primera vez el tema publicado en radio originalmente en 1987 y el tener que esperar luego cuatro años después de esto, para entonces realizar, ya a destiempo, la respectiva versión en español.
Ana Torroja en solitario en el 2006 para su álbum Me cuesta tanto olvidarte, como un homenaje al grupo ella también elaboró un videoclip aparte esta vez con toques de huapango o mariachi. También contó con la participación de una agrupación de rap llamada Psy4 De La Rime, integrada entre cantantes franceses incluyendo este toque rapero que fue cantada en tres idiomas a la misma vez como en español, inglés y francés. Fue filmado en los Estados Unidos, aunque la letra de toda la canción fue cambiada pues la parte del estribillo se mantuvo en la voz de Ana Torroja donde solo lo canta en francés y una parte en español, ya que Hijo de la luna esta vez se refería a los niños y jóvenes que realizan actividades en horas de la noche en lugares pobres de una ciudad.
Datos de la filmación de «Figlio della Luna»
- Guion: José M.ª Cano.
- Dirección: José M.ª Cano.
- Director de fotografía: Teo Escamilla.
- Directora de producción: Nieves Olmedo.
- Ayudante de cámara: Migue Icaza.
- Actores y bailarines: Teresa Nieto y Raúl Coronado.
- Edición postproducción: Producción video, Juan Tomichi y Enrique Ballesteros.
- Equipo eléctrico: Paco Medina.
- Estudio postproducción: Producción K.2000, Madrid.
- Rodaje en 35 mm.
- Post. producción video: 1" C.
- Locaciones: 20×30, Madrid.
- Exteriores: Fábrica CAF, Madrid.
- Laboratorio: Fotofilms, Madrid.